# SR-72 (航空機)
SR-72
- 用途：戦略無人偵察機・UCAV
- 設計者：ロッキード・マーティン
- 製造者：ロッキード・マーティン
- 初飛行：2018年（予定）
- 運用開始：2030年（予定）
- 運用状況：試作機開発中

SR-72は、アメリカ合衆国の航空機メーカー、ロッキード・マーティンのスカンクワークスが開発中の軍用極超音速無人航空機である。

## 概要
最高速度マッハ6を発揮する双発の極超音速無人偵察機として計画されており、1960年代にスカンクワークスが開発した戦略偵察機SR-71（こちらは有人）の後継機として扱われている。なお、開発にはスカンクワークスと国防高等研究計画局（DARPA）が共同開発した極超音速試験機Falcon HTV2によって得られたデータが用いられている。
全長は30mほどで、極超音速飛行時に用いられるデュアルラムジェットエンジンの他に、離陸後にマッハ3まで加速する為に使われるジェットエンジンを搭載している。武装としては、ロッキード・マーティンが開発中の極超音速ミサイル「HSSW」を搭載することも可能だとされている。また、機体形状はステルス性をさほど意識してはおらず、それよりも極超音速で敵の攻撃を振り切る事が重視されている。
開発計画は2013年に公表され、試作機の完成は2018年を、実戦配備は2030年を予定している。